# Lista di asteroidi (624001-625000)
Di seguito una lista di asteroidi dal numero 624001  al 625000 con data di scoperta e scopritore.

## 624001–624100
| Nome   | Designazione provvisoria | Data di scoperta  | Scopritore                    |
| ------ | ------------------------ | ----------------- | ----------------------------- |
| 624001 | 2001 FC198               | 21 marzo 2001     | Kitt Peak Obs.                |
| 624002 | 2001 FL198               | 7 ottobre 2007    | R. Ferrando, M. Ferrando      |
| 624003 | 2001 FH207               | 20 ottobre 2006   | L. H. Wasserman               |
| 624004 | 2001 FG209               | 21 marzo 2001     | Kitt Peak Obs.                |
| 624005 | 2001 FD212               | 19 ottobre 2006   | Mount Lemmon Survey           |
| 624006 | 2001 FA215               | 23 agosto 2007    | Spacewatch                    |
| 624007 | 2001 FE217               | 18 ottobre 2009   | Mount Lemmon Survey           |
| 624008 | 2001 FZ220               | 26 marzo 2001     | M. W. Buie, S. D. Kern        |
| 624009 | 2001 FY227               | 22 marzo 2001     | Kitt Peak Obs.                |
| 624010 | 2001 FB228               | 19 settembre 2009 | Mount Lemmon Survey           |
| 624011 | 2001 FB231               | 1 novembre 2007   | Mount Lemmon Survey           |
| 624012 | 2001 FG231               | 29 marzo 2001     | Kitt Peak Obs.                |
| 624013 | 2001 FO234               | 8 ottobre 2004    | Spacewatch                    |
| 624014 | 2001 FW240               | 19 settembre 2009 | Mount Lemmon Survey           |
| 624015 | 2001 FN243               | 6 aprile 2005     | Mount Lemmon Survey           |
| 624016 | 2001 FO244               | 24 aprile 2008    | Mount Lemmon Survey           |
| 624017 | 2001 FP246               | 9 febbraio 2008   | Spacewatch                    |
| 624018 | 2001 FR247               | 11 novembre 2009  | Spacewatch                    |
| 624019 | 2001 HW38                | 26 aprile 2001    | Spacewatch                    |
| 624020 | 2001 KQ80                | 11 aprile 2010    | Mount Lemmon Survey           |
| 624021 | 2001 KW81                | 16 settembre 2003 | Spacewatch                    |
| 624022 | 2001 KE82                | 6 novembre 2010   | Mount Lemmon Survey           |
| 624023 | 2001 KQ82                | 14 febbraio 2013  | Pan-STARRS                    |
| 624024 | 2001 KS84                | 20 giugno 2015    | Pan-STARRS                    |
| 624025 | 2001 KE85                | 24 maggio 2001    | J. L. Elliot, L. H. Wasserman |
| 624026 | 2001 KN89                | 23 maggio 2001    | J. L. Elliot, L. H. Wasserman |
| 624027 | 2001 MY31                | 11 maggio 2005    | Mount Lemmon Survey           |
| 624028 | 2001 NH13                | 27 giugno 2001    | NEAT                          |
| 624029 | 2001 OW44                | 20 luglio 2001    | LONEOS                        |
| 624030 | 2001 PH17                | 9 agosto 2001     | NEAT                          |
| 624031 | 2001 PO67                | 14 agosto 2001    | AMOS                          |
| 624032 | 2001 QZ99                | 23 agosto 2001    | LINEAR                        |
| 624033 | 2001 QR100               | 21 agosto 2001    | NEAT                          |
| 624034 | 2001 QQ102               | 18 luglio 2001    | AMOS                          |
| 624035 | 2001 QT188               | 22 agosto 2001    | Spacewatch                    |
| 624036 | 2001 QP202               | 14 agosto 2001    | AMOS                          |
| 624037 | 2001 QW205               | 16 agosto 2001    | LINEAR                        |
| 624038 | 2001 QM306               | 19 agosto 2001    | Cerro Tololo Obs.             |
| 624039 | 2001 QU327               | 17 agosto 2001    | NEAT                          |
| 624040 | 2001 QL332               | 20 settembre 2001 | LINEAR                        |
| 624041 | 2001 QQ335               | 17 agosto 2009    | Spacewatch                    |
| 624042 | 2001 QV337               | 26 febbraio 2009  | CSS                           |
| 624043 | 2001 QT338               | 3 ottobre 2013    | Pan-STARRS                    |
| 624044 | 2001 RS15                | 16 luglio 2001    | LONEOS                        |
| 624045 | 2001 RW52                | 11 settembre 2001 | LONEOS                        |
| 624046 | 2001 RY153               | 14 settembre 2001 | NEAT                          |
| 624047 | 2001 RB158               | 26 agosto 2012    | Pan-STARRS                    |
| 624048 | 2001 SC11                | 14 luglio 2001    | NEAT                          |
| 624049 | 2001 SU66                | 17 settembre 2001 | LINEAR                        |
| 624050 | 2001 SO81                | 27 agosto 2001    | LONEOS                        |
| 624051 | 2001 SS93                | 28 agosto 2001    | Spacewatch                    |
| 624052 | 2001 SD95                | 20 settembre 2001 | LINEAR                        |
| 624053 | 2001 SW96                | 20 settembre 2001 | LINEAR                        |
| 624054 | 2001 SF112               | 19 settembre 2001 | LINEAR                        |
| 624055 | 2001 SR116               | 16 settembre 2001 | LINEAR                        |
| 624056 | 2001 SF194               | 19 settembre 2001 | LINEAR                        |
| 624057 | 2001 SD201               | 19 settembre 2001 | LINEAR                        |
| 624058 | 2001 SU209               | 19 settembre 2001 | LINEAR                        |
| 624059 | 2001 SP229               | 19 settembre 2001 | LINEAR                        |
| 624060 | 2001 SD251               | 19 settembre 2001 | LINEAR                        |
| 624061 | 2001 SD269               | 19 settembre 2001 | Spacewatch                    |
| 624062 | 2001 SU273               | 19 settembre 2001 | Spacewatch                    |
| 624063 | 2001 SY289               | 12 agosto 2001    | NEAT                          |
| 624064 | 2001 SO318               | 21 settembre 2001 | LINEAR                        |
| 624065 | 2001 SH320               | 21 settembre 2001 | LINEAR                        |
| 624066 | 2001 SW330               | 19 settembre 2001 | LINEAR                        |
| 624067 | 2001 SX340               | 21 settembre 2001 | LINEAR                        |
| 624068 | 2001 SZ340               | 21 settembre 2001 | LINEAR                        |
| 624069 | 2001 SV353               | 21 settembre 2001 | LINEAR                        |
| 624070 | 2001 SG355               | 18 settembre 2001 | SDSS Collaboration            |
| 624071 | 2001 SW357               | 26 aprile 2004    | SSS                           |
| 624072 | 2001 SP358               | 19 settembre 2001 | SDSS Collaboration            |
| 624073 | 2001 ST360               | 16 ottobre 2007   | CSS                           |
| 624074 | 2001 SZ360               | 21 ottobre 2006   | Spacewatch                    |
| 624075 | 2001 SE361               | 4 settembre 2010  | Spacewatch                    |
| 624076 | 2001 SQ363               | 20 giugno 2015    | Pan-STARRS                    |
| 624077 | 2001 SP364               | 16 settembre 2001 | Spacewatch                    |
| 624078 | 2001 TC14                | 19 settembre 2001 | Spacewatch                    |
| 624079 | 2001 TU25                | 7 ottobre 2001    | NEAT                          |
| 624080 | 2001 TT59                | 7 ottobre 2001    | NEAT                          |
| 624081 | 2001 TE131               | 10 ottobre 2001   | NEAT                          |
| 624082 | 2001 TV135               | 16 agosto 2001    | NEAT                          |
| 624083 | 2001 TN225               | 10 ottobre 2001   | NEAT                          |
| 624084 | 2001 TL228               | 19 settembre 2001 | Spacewatch                    |
| 624085 | 2001 TQ235               | 16 ottobre 2001   | LINEAR                        |
| 624086 | 2001 TM237               | 11 ottobre 2001   | NEAT                          |
| 624087 | 2001 TV240               | 14 ottobre 2001   | LINEAR                        |
| 624088 | 2001 TJ259               | 28 febbraio 2008  | Spacewatch                    |
| 624089 | 2001 TV259               | 26 ottobre 2001   | Spacewatch                    |
| 624090 | 2001 TY261               | 23 settembre 2008 | Mount Lemmon Survey           |
| 624091 | 2001 TY262               | 10 novembre 2005  | Mount Lemmon Survey           |
| 624092 | 2001 TZ264               | 1 novembre 2005   | Spacewatch                    |
| 624093 | 2001 TM265               | 29 ottobre 2005   | Mount Lemmon Survey           |
| 624094 | 2001 TZ266               | 29 luglio 2008    | Spacewatch                    |
| 624095 | 2001 TG267               | 24 ottobre 2009   | Spacewatch                    |
| 624096 | 2001 TN267               | 16 settembre 2012 | CSS                           |
| 624097 | 2001 TS267               | 19 ottobre 2006   | Mount Lemmon Survey           |
| 624098 | 2001 UA8                 | 14 ottobre 2001   | Spacewatch                    |
| 624099 | 2001 UN11                | 23 ottobre 2001   | LINEAR                        |
| 624100 | 2001 UD25                | 25 settembre 2001 | LINEAR                        |

## 624101–624200
| Nome   | Designazione provvisoria | Data di scoperta  | Scopritore             |
| ------ | ------------------------ | ----------------- | ---------------------- |
| 624101 | 2001 UZ68                | 17 ottobre 2001   | Spacewatch             |
| 624102 | 2001 UK78                | 20 ottobre 2001   | LINEAR                 |
| 624103 | 2001 UX87                | 21 ottobre 2001   | Spacewatch             |
| 624104 | 2001 UU105               | 20 ottobre 2001   | LINEAR                 |
| 624105 | 2001 UN107               | 10 ottobre 2001   | Spacewatch             |
| 624106 | 2001 UO129               | 18 ottobre 2001   | NEAT                   |
| 624107 | 2001 US129               | 17 ottobre 2001   | Spacewatch             |
| 624108 | 2001 UG131               | 11 ottobre 2001   | Spacewatch             |
| 624109 | 2001 UQ142               | 19 settembre 2001 | LINEAR                 |
| 624110 | 2001 UD166               | 19 settembre 2001 | P. Pravec, P. Kušnirák |
| 624111 | 2001 UG196               | 17 settembre 2001 | LINEAR                 |
| 624112 | 2001 US196               | 14 ottobre 2001   | Spacewatch             |
| 624113 | 2001 UF200               | 21 ottobre 2001   | LINEAR                 |
| 624114 | 2001 UL230               | 10 ottobre 2001   | NEAT                   |
| 624115 | 2001 UE234               | 10 marzo 2008     | Spacewatch             |
| 624116 | 2001 UE235               | 23 ottobre 2001   | NEAT                   |
| 624117 | 2001 UK236               | 13 dicembre 2006  | Spacewatch             |
| 624118 | 2001 UN236               | 12 ottobre 2010   | Mount Lemmon Survey    |
| 624119 | 2001 UQ236               | 28 agosto 2005    | Spacewatch             |
| 624120 | 2001 UZ236               | 13 ottobre 2010   | Spacewatch             |
| 624121 | 2001 UO237               | 25 ottobre 2001   | SDSS Collaboration     |
| 624122 | 2001 UU238               | 16 settembre 2017 | Pan-STARRS             |
| 624123 | 2001 UW238               | 1 settembre 2010  | Mount Lemmon Survey    |
| 624124 | 2001 UP239               | 18 ottobre 2012   | Pan-STARRS             |
| 624125 | 2001 UQ239               | 20 novembre 2014  | Pan-STARRS             |
| 624126 | 2001 VF133               | 11 novembre 2001  | SDSS Collaboration     |
| 624127 | 2001 VD136               | 17 ottobre 2010   | Mount Lemmon Survey    |
| 624128 | 2001 VN136               | 28 gennaio 2015   | Pan-STARRS             |
| 624129 | 2001 VR136               | 23 aprile 2015    | Pan-STARRS             |
| 624130 | 2001 VY137               | 2 novembre 2010   | Spacewatch             |
| 624131 | 2001 WV7                 | 17 novembre 2001  | LINEAR                 |
| 624132 | 2001 WK46                | 19 novembre 2001  | LINEAR                 |
| 624133 | 2001 WJ60                | 19 novembre 2001  | LINEAR                 |
| 624134 | 2001 WG78                | 20 novembre 2001  | LINEAR                 |
| 624135 | 2001 WY85                | 20 novembre 2001  | Spacewatch             |
| 624136 | 2001 WF91                | 21 ottobre 2001   | LINEAR                 |
| 624137 | 2001 WN93                | 20 novembre 2001  | LINEAR                 |
| 624138 | 2001 WM105               | 6 settembre 2008  | Spacewatch             |
| 624139 | 2001 WY105               | 29 aprile 2008    | Spacewatch             |
| 624140 | 2001 WA106               | 2 novembre 2010   | Mount Lemmon Survey    |
| 624141 | 2001 XG79                | 19 novembre 2001  | LINEAR                 |
| 624142 | 2001 XF120               | 10 ottobre 2001   | NEAT                   |
| 624143 | 2001 XO200               | 15 dicembre 2001  | LINEAR                 |
| 624144 | 2001 XZ248               | 14 dicembre 2001  | Spacewatch             |
| 624145 | 2001 XY251               | 14 dicembre 2001  | LINEAR                 |
| 624146 | 2001 YZ1                 | 18 dicembre 2001  | LINEAR                 |
| 624147 | 2001 YD10                | 17 dicembre 2001  | LINEAR                 |
| 624148 | 2001 YF31                | 20 novembre 2001  | Spacewatch             |
| 624149 | 2001 YT88                | 18 dicembre 2001  | LINEAR                 |
| 624150 | 2001 YS164               | 11 ottobre 2004   | Spacewatch             |
| 624151 | 2002 AF26                | 9 gennaio 2002    | Spacewatch             |
| 624152 | 2002 AY192               | 12 gennaio 2002   | Spacewatch             |
| 624153 | 2002 AN193               | 20 febbraio 2006  | Spacewatch             |
| 624154 | 2002 AR211               | 18 novembre 2006  | Spacewatch             |
| 624155 | 2002 AH212               | 27 febbraio 2006  | Mount Lemmon Survey    |
| 624156 | 2002 AL212               | 14 settembre 2007 | Mount Lemmon Survey    |
| 624157 | 2002 AP212               | 23 agosto 2004    | Spacewatch             |
| 624158 | 2002 BR33                | 3 novembre 2010   | Mount Lemmon Survey    |
| 624159 | 2002 BK34                | 19 gennaio 2002   | Spacewatch             |
| 624160 | 2002 CJ226               | 12 gennaio 2002   | NEAT                   |
| 624161 | 2002 CP249               | 6 febbraio 2002   | R. Millis, M. W. Buie  |
| 624162 | 2002 CS262               | 9 febbraio 2002   | Spacewatch             |
| 624163 | 2002 CX321               | 12 ottobre 2007   | Mount Lemmon Survey    |
| 624164 | 2002 CO323               | 9 febbraio 2002   | Spacewatch             |
| 624165 | 2002 CO324               | 3 novembre 2015   | Mount Lemmon Survey    |
| 624166 | 2002 CR327               | 5 dicembre 2010   | Mount Lemmon Survey    |
| 624167 | 2002 CS327               | 10 marzo 2016     | Pan-STARRS             |
| 624168 | 2002 CZ328               | 14 febbraio 2002  | Spacewatch             |
| 624169 | 2002 DY19                | 7 febbraio 2002   | NEAT                   |
| 624170 | 2002 ET76                | 11 marzo 2002     | Spacewatch             |
| 624171 | 2002 EH116               | 11 marzo 2002     | NEAT                   |
| 624172 | 2002 EV162               | 3 dicembre 2008   | Mount Lemmon Survey    |
| 624173 | 2002 ER163               | 31 dicembre 2008  | Mount Lemmon Survey    |
| 624174 | 2002 EA170               | 5 marzo 2002      | Spacewatch             |
| 624175 | 2002 FH6                 | 21 marzo 2002     | LINEAR                 |
| 624176 | 2002 FK32                | 5 marzo 2002      | LONEOS                 |
| 624177 | 2002 FH44                | 21 marzo 2002     | Spacewatch             |
| 624178 | 2002 FJ44                | 21 marzo 2002     | Spacewatch             |
| 624179 | 2002 GH31                | 7 aprile 2002     | Cerro Tololo Obs.      |
| 624180 | 2002 GS157               | 13 aprile 2002    | NEAT                   |
| 624181 | 2002 GL175               | 11 aprile 2002    | LINEAR                 |
| 624182 | 2002 GM195               | 3 novembre 2014   | Mount Lemmon Survey    |
| 624183 | 2002 LC64                | 9 dicembre 2010   | Mount Lemmon Survey    |
| 624184 | 2002 LE64                | 23 novembre 2006  | Mount Lemmon Survey    |
| 624185 | 2002 LO64                | 1 febbraio 2008   | Spacewatch             |
| 624186 | 2002 LJ66                | 13 aprile 2013    | Pan-STARRS             |
| 624187 | 2002 MQ                  | 17 giugno 2002    | CINEOS                 |
| 624188 | 2002 MA6                 | 10 febbraio 2008  | Mount Lemmon Survey    |
| 624189 | 2002 MM6                 | 25 giugno 2002    | NEAT                   |
| 624190 | 2002 MT7                 | 30 aprile 2011    | Mount Lemmon Survey    |
| 624191 | 2002 NH61                | 9 agosto 2002     | M. W. Buie, S. D. Kern |
| 624192 | 2002 NJ71                | 24 giugno 2002    | NEAT                   |
| 624193 | 2002 NY71                | 5 luglio 2002     | NEAT                   |
| 624194 | 2002 NY73                | 24 maggio 2006    | Spacewatch             |
| 624195 | 2002 NA75                | 8 luglio 2002     | NEAT                   |
| 624196 | 2002 NP76                | 28 febbraio 2009  | Spacewatch             |
| 624197 | 2002 NJ77                | 15 luglio 2002    | NEAT                   |
| 624198 | 2002 NV78                | 23 ottobre 2006   | Mount Lemmon Survey    |
| 624199 | 2002 NB80                | 18 marzo 2009     | Mount Lemmon Survey    |
| 624200 | 2002 NN81                | 1 agosto 2011     | SSS                    |

## 624201–624300
| Nome   | Designazione provvisoria | Data di scoperta  | Scopritore                  |
| ------ | ------------------------ | ----------------- | --------------------------- |
| 624201 | 2002 NC82                | 5 agosto 2002     | NEAT                        |
| 624202 | 2002 NS82                | 18 luglio 2002    | NEAT                        |
| 624203 | 2002 NY83                | 26 novembre 2014  | Pan-STARRS                  |
| 624204 | 2002 OM29                | 14 luglio 2002    | NEAT                        |
| 624205 | 2002 OW30                | 20 luglio 2002    | NEAT                        |
| 624206 | 2002 OC36                | 31 maggio 2006    | Mount Lemmon Survey         |
| 624207 | 2002 OZ36                | 19 luglio 2002    | NEAT                        |
| 624208 | 2002 OB37                | 23 ottobre 2006   | Spacewatch                  |
| 624209 | 2002 OD37                | 30 agosto 2011    | Pan-STARRS                  |
| 624210 | 2002 OK37                | 2 settembre 2008  | Spacewatch                  |
| 624211 | 2002 OL37                | 25 novembre 2006  | Spacewatch                  |
| 624212 | 2002 OB38                | 15 luglio 2013    | Pan-STARRS                  |
| 624213 | 2002 OE38                | 4 maggio 2014     | Pan-STARRS                  |
| 624214 | 2002 ON38                | 15 settembre 2013 | Pan-STARRS                  |
| 624215 | 2002 PJ2                 | 3 agosto 2002     | NEAT                        |
| 624216 | 2002 PU6                 | 3 agosto 2002     | NEAT                        |
| 624217 | 2002 PU15                | 6 agosto 2002     | NEAT                        |
| 624218 | 2002 PW21                | 14 luglio 2002    | NEAT                        |
| 624219 | 2002 PH22                | 6 agosto 2002     | NEAT                        |
| 624220 | 2002 PS34                | 5 agosto 2002     | F. Bernardi, M. Tombelli    |
| 624221 | 2002 PX103               | 5 agosto 2002     | NEAT                        |
| 624222 | 2002 PM113               | 8 agosto 2002     | NEAT                        |
| 624223 | 2002 PE138               | 15 agosto 2002    | NEAT                        |
| 624224 | 2002 PG138               | 5 agosto 2002     | NEAT                        |
| 624225 | 2002 PN165               | 8 agosto 2002     | NEAT                        |
| 624226 | 2002 PV166               | 12 agosto 2002    | LINEAR                      |
| 624227 | 2002 PC173               | 8 agosto 2002     | NEAT                        |
| 624228 | 2002 PS173               | 16 agosto 2002    | AMOS                        |
| 624229 | 2002 PA177               | 15 agosto 2002    | NEAT                        |
| 624230 | 2002 PF189               | 28 luglio 2002    | AMOS                        |
| 624231 | 2002 PP189               | 14 luglio 2002    | NEAT                        |
| 624232 | 2002 PQ192               | 3 dicembre 2008   | CSS                         |
| 624233 | 2002 PN197               | 20 marzo 2010     | Spacewatch                  |
| 624234 | 2002 PH198               | 30 settembre 2006 | Mount Lemmon Survey         |
| 624235 | 2002 PR198               | 23 maggio 2006    | Spacewatch                  |
| 624236 | 2002 PA199               | 25 giugno 2011    | Mount Lemmon Survey         |
| 624237 | 2002 PQ199               | 18 novembre 2007  | Mount Lemmon Survey         |
| 624238 | 2002 PR199               | 3 maggio 2011     | Mount Lemmon Survey         |
| 624239 | 2002 PV200               | 18 novembre 2006  | Spacewatch                  |
| 624240 | 2002 PO202               | 24 dicembre 2013  | Mount Lemmon Survey         |
| 624241 | 2002 PP203               | 8 ottobre 2015    | Pan-STARRS                  |
| 624242 | 2002 PF206               | 15 agosto 2002    | Spacewatch                  |
| 624243 | 2002 QC12                | 26 agosto 2002    | NEAT                        |
| 624244 | 2002 QK15                | 16 agosto 2002    | NEAT                        |
| 624245 | 2002 QD18                | 28 agosto 2002    | NEAT                        |
| 624246 | 2002 QO25                | 29 agosto 2002    | Spacewatch                  |
| 624247 | 2002 QT28                | 16 luglio 2002    | NEAT                        |
| 624248 | 2002 QO43                | 29 luglio 2002    | NEAT                        |
| 624249 | 2002 QF45                | 17 agosto 2002    | AMOS                        |
| 624250 | 2002 QC47                | 28 agosto 2002    | NEAT                        |
| 624251 | 2002 QP51                | 18 agosto 2002    | NEAT                        |
| 624252 | 2002 QR51                | 18 agosto 2002    | NEAT                        |
| 624253 | 2002 QU51                | 29 agosto 2002    | NEAT                        |
| 624254 | 2002 QT60                | 17 agosto 2002    | NEAT                        |
| 624255 | 2002 QN65                | 28 agosto 2002    | NEAT                        |
| 624256 | 2002 QQ71                | 8 agosto 2002     | NEAT                        |
| 624257 | 2002 QH77                | 2 settembre 2002  | Spacewatch                  |
| 624258 | 2002 QP79                | 17 agosto 2002    | NEAT                        |
| 624259 | 2002 QG85                | 16 agosto 2002    | AMOS                        |
| 624260 | 2002 QM86                | 17 agosto 2002    | NEAT                        |
| 624261 | 2002 QY90                | 9 settembre 2002  | AMOS                        |
| 624262 | 2002 QN95                | 12 marzo 2005     | M. W. Buie, L. H. Wasserman |
| 624263 | 2002 QF99                | 19 agosto 2002    | NEAT                        |
| 624264 | 2002 QL99                | 15 settembre 2002 | AMOS                        |
| 624265 | 2002 QO99                | 16 febbraio 2005  | A. Boattini                 |
| 624266 | 2002 QN101               | 28 agosto 2002    | NEAT                        |
| 624267 | 2002 QA109               | 30 agosto 2002    | Spacewatch                  |
| 624268 | 2002 QC111               | 22 luglio 2002    | NEAT                        |
| 624269 | 2002 QG111               | 15 novembre 2006  | Spacewatch                  |
| 624270 | 2002 QR111               | 16 agosto 2002    | NEAT                        |
| 624271 | 2002 QC114               | 8 agosto 2002     | LONEOS                      |
| 624272 | 2002 QJ114               | 16 agosto 2002    | NEAT                        |
| 624273 | 2002 QW115               | 16 novembre 2006  | Spacewatch                  |
| 624274 | 2002 QK116               | 18 agosto 2002    | NEAT                        |
| 624275 | 2002 QO118               | 18 agosto 2002    | NEAT                        |
| 624276 | 2002 QG121               | 21 luglio 2002    | NEAT                        |
| 624277 | 2002 QB124               | 14 dicembre 2006  | Spacewatch                  |
| 624278 | 2002 QQ124               | 21 luglio 2002    | NEAT                        |
| 624279 | 2002 QE131               | 11 agosto 2002    | NEAT                        |
| 624280 | 2002 QD133               | 6 agosto 2002     | NEAT                        |
| 624281 | 2002 QM135               | 2 marzo 2008      | Mount Lemmon Survey         |
| 624282 | 2002 QX135               | 2 febbraio 2008   | Mount Lemmon Survey         |
| 624283 | 2002 QS136               | 16 novembre 2006  | Mount Lemmon Survey         |
| 624284 | 2002 QD139               | 1 novembre 2008   | Mount Lemmon Survey         |
| 624285 | 2002 QM141               | 20 settembre 2009 | Mount Lemmon Survey         |
| 624286 | 2002 QK142               | 22 agosto 2006    | NEAT                        |
| 624287 | 2002 QR142               | 15 ottobre 2007   | Mount Lemmon Survey         |
| 624288 | 2002 QS143               | 8 ottobre 2008    | Mount Lemmon Survey         |
| 624289 | 2002 QD144               | 8 agosto 2002     | NEAT                        |
| 624290 | 2002 QZ144               | 23 ottobre 2009   | Mount Lemmon Survey         |
| 624291 | 2002 QV145               | 21 luglio 2002    | NEAT                        |
| 624292 | 2002 QK149               | 18 novembre 2011  | CSS                         |
| 624293 | 2002 QO150               | 22 ottobre 2008   | Mount Lemmon Survey         |
| 624294 | 2002 QG152               | 16 agosto 2002    | NEAT                        |
| 624295 | 2002 QG154               | 15 agosto 2002    | NEAT                        |
| 624296 | 2002 QH154               | 17 aprile 2009    | Mount Lemmon Survey         |
| 624297 | 2002 QQ157               | 1 novembre 2013   | Mount Lemmon Survey         |
| 624298 | 2002 QD159               | 1 novembre 2013   | Pan-STARRS                  |
| 624299 | 2002 RA120               | 9 settembre 2002  | AMOS                        |
| 624300 | 2002 RL125               | 3 settembre 2002  | NEAT                        |

## 624301–624400
| Nome   | Designazione provvisoria | Data di scoperta  | Scopritore                  |
| ------ | ------------------------ | ----------------- | --------------------------- |
| 624301 | 2002 RU137               | 12 settembre 2002 | NEAT                        |
| 624302 | 2002 RT140               | 9 settembre 2002  | AMOS                        |
| 624303 | 2002 RZ140               | 10 settembre 2002 | NEAT                        |
| 624304 | 2002 RO142               | 11 settembre 2002 | NEAT                        |
| 624305 | 2002 RX149               | 11 settembre 2002 | AMOS                        |
| 624306 | 2002 RV151               | 12 settembre 2002 | NEAT                        |
| 624307 | 2002 RN173               | 28 ottobre 1995   | Spacewatch                  |
| 624308 | 2002 RA177               | 6 settembre 2002  | LINEAR                      |
| 624309 | 2002 RH177               | 6 settembre 2002  | LINEAR                      |
| 624310 | 2002 RK179               | 14 settembre 2002 | Spacewatch                  |
| 624311 | 2002 RZ190               | 13 settembre 2002 | LONEOS                      |
| 624312 | 2002 RA191               | 13 settembre 2002 | AMOS                        |
| 624313 | 2002 RA192               | 12 settembre 2002 | NEAT                        |
| 624314 | 2002 RW197               | 23 settembre 1998 | Farra d'Isonzo              |
| 624315 | 2002 RP206               | 14 settembre 2002 | NEAT                        |
| 624316 | 2002 RL208               | 13 settembre 2002 | NEAT                        |
| 624317 | 2002 RZ208               | 14 settembre 2002 | NEAT                        |
| 624318 | 2002 RF210               | 15 settembre 2002 | Spacewatch                  |
| 624319 | 2002 RX217               | 5 settembre 2002  | LINEAR                      |
| 624320 | 2002 RQ230               | 10 settembre 2002 | AMOS                        |
| 624321 | 2002 RA249               | 14 settembre 2002 | NEAT                        |
| 624322 | 2002 RV249               | 11 ottobre 2002   | SDSS Collaboration          |
| 624323 | 2002 RX249               | 10 settembre 2002 | AMOS                        |
| 624324 | 2002 RG251               | 6 agosto 2002     | F. Bernardi, M. Tombelli    |
| 624325 | 2002 RT251               | 11 settembre 2002 | NEAT                        |
| 624326 | 2002 RQ253               | 11 ottobre 2002   | SDSS Collaboration          |
| 624327 | 2002 RU256               | 30 marzo 2004     | Spacewatch                  |
| 624328 | 2002 RD260               | 20 agosto 2002    | NEAT                        |
| 624329 | 2002 RZ261               | 10 settembre 2002 | AMOS                        |
| 624330 | 2002 RT262               | 13 settembre 2002 | NEAT                        |
| 624331 | 2002 RC270               | 17 agosto 2002    | NEAT                        |
| 624332 | 2002 RW275               | 9 gennaio 2007    | Mount Lemmon Survey         |
| 624333 | 2002 RJ276               | 28 ottobre 2006   | Mount Lemmon Survey         |
| 624334 | 2002 RW276               | 17 novembre 1998  | Spacewatch                  |
| 624335 | 2002 RM284               | 26 ottobre 2008   | Mount Lemmon Survey         |
| 624336 | 2002 RP290               | 19 novembre 2007  | Mount Lemmon Survey         |
| 624337 | 2002 RV290               | 19 agosto 2009    | CSS                         |
| 624338 | 2002 RG291               | 12 agosto 2002    | AMOS                        |
| 624339 | 2002 RZ291               | 15 settembre 2002 | AMOS                        |
| 624340 | 2002 RX292               | 3 novembre 2011   | Spacewatch                  |
| 624341 | 2002 RB294               | 24 ottobre 2008   | CSS                         |
| 624342 | 2002 RB295               | 1 settembre 2002  | NEAT                        |
| 624343 | 2002 RO295               | 3 settembre 2002  | NEAT                        |
| 624344 | 2002 RQ295               | 4 settembre 2002  | NEAT                        |
| 624345 | 2002 RJ296               | 3 dicembre 2013   | Mount Lemmon Survey         |
| 624346 | 2002 RW299               | 27 agosto 2009    | Spacewatch                  |
| 624347 | 2002 RN301               | 8 febbraio 2011   | Mount Lemmon Survey         |
| 624348 | 2002 SU4                 | 27 settembre 2002 | NEAT                        |
| 624349 | 2002 SA28                | 30 settembre 2002 | AMOS                        |
| 624350 | 2002 SY64                | 7 maggio 2005     | Mount Lemmon Survey         |
| 624351 | 2002 SS65                | 19 agosto 2002    | NEAT                        |
| 624352 | 2002 SV65                | 19 agosto 2002    | NEAT                        |
| 624353 | 2002 SE67                | 6 settembre 2002  | LINEAR                      |
| 624354 | 2002 SB68                | 11 marzo 2005     | M. W. Buie, L. H. Wasserman |
| 624355 | 2002 SJ68                | 5 ottobre 2002    | SDSS Collaboration          |
| 624356 | 2002 SG70                | 30 ottobre 2002   | SDSS Collaboration          |
| 624357 | 2002 SD75                | 26 febbraio 2014  | Pan-STARRS                  |
| 624358 | 2002 TU12                | 26 settembre 2002 | NEAT                        |
| 624359 | 2002 TT18                | 12 agosto 2002    | M. W. Buie, S. D. Kern      |
| 624360 | 2002 TG21                | 2 ottobre 2002    | LINEAR                      |
| 624361 | 2002 TZ33                | 2 ottobre 2002    | LINEAR                      |
| 624362 | 2002 TG56                | 3 ottobre 2002    | CINEOS                      |
| 624363 | 2002 TZ60                | 3 ottobre 2002    | NEAT                        |
| 624364 | 2002 TT64                | 28 settembre 2002 | AMOS                        |
| 624365 | 2002 TX86                | 3 ottobre 2002    | LINEAR                      |
| 624366 | 2002 TA89                | 3 ottobre 2002    | NEAT                        |
| 624367 | 2002 TF95                | 3 ottobre 2002    | LINEAR                      |
| 624368 | 2002 TK106               | 4 ottobre 2002    | NEAT                        |
| 624369 | 2002 TC120               | 3 ottobre 2002    | NEAT                        |
| 624370 | 2002 TM132               | 28 settembre 2002 | AMOS                        |
| 624371 | 2002 TN141               | 3 ottobre 2002    | LINEAR                      |
| 624372 | 2002 TV141               | 5 ottobre 2002    | NEAT                        |
| 624373 | 2002 TL152               | 5 ottobre 2002    | NEAT                        |
| 624374 | 2002 TS166               | 3 ottobre 2002    | NEAT                        |
| 624375 | 2002 TX176               | 5 ottobre 2002    | NEAT                        |
| 624376 | 2002 TV187               | 4 ottobre 2002    | LINEAR                      |
| 624377 | 2002 TK197               | 6 settembre 2002  | LINEAR                      |
| 624378 | 2002 TA257               | 9 ottobre 2002    | LINEAR                      |
| 624379 | 2002 TM260               | 28 settembre 2002 | NEAT                        |
| 624380 | 2002 TO271               | 3 ottobre 2002    | LINEAR                      |
| 624381 | 2002 TB294               | 3 ottobre 2002    | LINEAR                      |
| 624382 | 2002 TN296               | 2 ottobre 2002    | AMOS                        |
| 624383 | 2002 TH379               | 13 settembre 2002 | NEAT                        |
| 624384 | 2002 TL384               | 29 settembre 2002 | AMOS                        |
| 624385 | 2002 TA385               | 5 ottobre 2002    | SDSS Collaboration          |
| 624386 | 2002 TH386               | 20 dicembre 2007  | Spacewatch                  |
| 624387 | 2002 TU386               | 16 agosto 2002    | AMOS                        |
| 624388 | 2002 TZ389               | 22 settembre 2009 | Mount Lemmon Survey         |
| 624389 | 2002 TU390               | 17 ottobre 2011   | Spacewatch                  |
| 624390 | 2002 TH391               | 3 ottobre 2002    | CINEOS                      |
| 624391 | 2002 TS391               | 28 dicembre 2011  | Mount Lemmon Survey         |
| 624392 | 2002 TY391               | 17 dicembre 2007  | Mount Lemmon Survey         |
| 624393 | 2002 TH393               | 12 agosto 2002    | M. W. Buie, S. D. Kern      |
| 624394 | 2002 TK393               | 22 ottobre 2009   | Mount Lemmon Survey         |
| 624395 | 2002 TP393               | 5 ottobre 2002    | NEAT                        |
| 624396 | 2002 UB17                | 29 ottobre 2002   | NEAT                        |
| 624397 | 2002 UA24                | 11 ottobre 2002   | NEAT                        |
| 624398 | 2002 UZ29                | 30 ottobre 2002   | Spacewatch                  |
| 624399 | 2002 UD30                | 30 ottobre 2002   | Spacewatch                  |
| 624400 | 2002 UY69                | 31 ottobre 2002   | Needville Obs.              |

## 624401–624500
| Nome                   | Designazione provvisoria | Data di scoperta  | Scopritore                          |
| ---------------------- | ------------------------ | ----------------- | ----------------------------------- |
| 624401                 | 2002 UU72                | 30 ottobre 2002   | AMOS                                |
| 624402                 | 2002 UE75                | 28 aprile 2008    | Mount Lemmon Survey                 |
| 624403                 | 2002 UQ79                | 9 aprile 2013     | Pan-STARRS                          |
| 624404                 | 2002 UG80                | 24 gennaio 2007   | Spacewatch                          |
| 624405                 | 2002 UP81                | 3 ottobre 2013    | Spacewatch                          |
| 624406                 | 2002 UB82                | 3 ottobre 2014    | Mount Lemmon Survey                 |
| 624407                 | 2002 VZ                  | 2 novembre 2002   | J. W. Young                         |
| 624408                 | 2002 VP7                 | 6 ottobre 2002    | LINEAR                              |
| 624409                 | 2002 VG37                | 9 ottobre 2002    | NEAT                                |
| 624410                 | 2002 VL45                | 4 ottobre 2002    | LINEAR                              |
| 624411                 | 2002 VV72                | 7 novembre 2002   | LINEAR                              |
| 624412                 | 2002 VC93                | 11 novembre 2002  | LINEAR                              |
| 624413                 | 2002 VX105               | 12 novembre 2002  | LINEAR                              |
| 624414                 | 2002 VZ115               | 11 novembre 2002  | LINEAR                              |
| 624415                 | 2002 VX116               | 13 novembre 2002  | NEAT                                |
| 624416                 | 2002 VE134               | 6 novembre 2002   | LINEAR                              |
| 624417                 | 2002 VG137               | 5 novembre 2002   | Mount Nyukasa Stn.                  |
| 624418                 | 2002 VL137               | 13 novembre 2002  | Spacewatch                          |
| 624419                 | 2002 VO144               | 31 ottobre 2002   | NEAT                                |
| 624420                 | 2002 VV144               | 28 febbraio 2008  | Spacewatch                          |
| 624421                 | 2002 VZ145               | 17 gennaio 2007   | Spacewatch                          |
| 624422                 | 2002 VU146               | 10 gennaio 2007   | Mount Lemmon Survey                 |
| 624423                 | 2002 VV147               | 18 luglio 2006    | Mount Lemmon Survey                 |
| 624424                 | 2002 VD149               | 26 settembre 2006 | CSS                                 |
| 624425                 | 2002 VR149               | 3 settembre 2013  | Spacewatch                          |
| 624426                 | 2002 VF150               | 2 dicembre 2008   | Mount Lemmon Survey                 |
| 624427                 | 2002 VK150               | 7 novembre 2002   | Kitt Peak Obs.                      |
| 624428                 | 2002 VN150               | 8 marzo 2005      | Mount Lemmon Survey                 |
| 624429                 | 2002 VF152               | 16 settembre 2006 | CSS                                 |
| 624430                 | 2002 VR152               | 10 marzo 2005     | Mount Lemmon Survey                 |
| 624431                 | 2002 VZ153               | 1 dicembre 2008   | Spacewatch                          |
| 624432                 | 2002 VH154               | 23 agosto 2011    | Pan-STARRS                          |
| 624433                 | 2002 WF5                 | 24 novembre 2002  | NEAT                                |
| 624434                 | 2002 WQ22                | 16 novembre 2002  | NEAT                                |
| 624435                 | 2002 WC23                | 23 novembre 2002  | NEAT                                |
| 624436                 | 2002 WG23                | 22 aprile 2004    | Spacewatch                          |
| 624437                 | 2002 WF26                | 31 ottobre 2002   | NEAT                                |
| 624438                 | 2002 WB27                | 31 ottobre 2002   | Spacewatch                          |
| 624439                 | 2002 WF27                | 17 settembre 2006 | CSS                                 |
| 624440                 | 2002 XQ4                 | 3 dicembre 2002   | NEAT                                |
| 624441                 | 2002 XK27                | 5 dicembre 2002   | LINEAR                              |
| 624442                 | 2002 XX45                | 5 dicembre 2002   | LINEAR                              |
| 624443                 | 2002 XK97                | 5 dicembre 2002   | AMOS                                |
| 624444                 | 2002 XN97                | 5 dicembre 2002   | LINEAR                              |
| 624445                 | 2002 XN122               | 10 dicembre 2015  | Mount Lemmon Survey                 |
| 624446                 | 2002 YB8                 | 1 dicembre 2002   | AMOS                                |
| 624447                 | 2003 AB39                | 5 dicembre 2002   | Spacewatch                          |
| 624448 Gennadiyborisov | 2003 AJ95                | 30 dicembre 2013  | J.-C. Merlin                        |
| 624449                 | 2003 AM95                | 29 dicembre 2011  | Spacewatch                          |
| 624450                 | 2003 BA95                | 29 settembre 2008 | Spacewatch                          |
| 624451                 | 2003 BV97                | 30 ottobre 2010   | CSS                                 |
| 624452                 | 2003 BZ98                | 28 giugno 2014    | Pan-STARRS                          |
| 624453                 | 2003 BH100               | 21 novembre 2007  | Mount Lemmon Survey                 |
| 624454                 | 2003 BT100               | 4 ottobre 2012    | Pan-STARRS                          |
| 624455                 | 2003 BJ101               | 10 febbraio 2014  | Pan-STARRS                          |
| 624456                 | 2003 BP102               | 16 ottobre 2012   | Mount Lemmon Survey                 |
| 624457                 | 2003 CW26                | 18 aprile 2007    | Spacewatch                          |
| 624458                 | 2003 CG27                | 1 febbraio 2003   | Spacewatch                          |
| 624459                 | 2003 DN25                | 21 febbraio 2003  | NEAT                                |
| 624460                 | 2003 DT25                | 22 febbraio 2003  | NEAT                                |
| 624461                 | 2003 EV46                | 8 marzo 2003      | Spacewatch                          |
| 624462                 | 2003 EJ54                | 7 marzo 2003      | Kitt Peak Obs.                      |
| 624463                 | 2003 EC64                | 21 agosto 2009    | Osservatorio astronomico di Maiorca |
| 624464                 | 2003 EQ64                | 28 ottobre 2005   | Spacewatch                          |
| 624465                 | 2003 FV134               | 22 aprile 2007    | Mount Lemmon Survey                 |
| 624466                 | 2003 FT135               | 8 ottobre 2012    | Mount Lemmon Survey                 |
| 624467                 | 2003 FD136               | 19 settembre 2017 | Pan-STARRS                          |
| 624468                 | 2003 FJ136               | 29 ottobre 2005   | Spacewatch                          |
| 624469                 | 2003 FQ137               | 11 settembre 2004 | Spacewatch                          |
| 624470                 | 2003 FL138               | 19 luglio 2015    | Pan-STARRS 2                        |
| 624471                 | 2003 FQ139               | 29 maggio 2003    | M. W. Buie, K. J. Meech             |
| 624472                 | 2003 GW29                | 8 aprile 2003     | Spacewatch                          |
| 624473                 | 2003 GY29                | 8 aprile 2003     | Spacewatch                          |
| 624474                 | 2003 GJ45                | 9 aprile 2003     | Spacewatch                          |
| 624475                 | 2003 GV58                | 6 maggio 2008     | Mount Lemmon Survey                 |
| 624476                 | 2003 GP60                | 1 aprile 2003     | SDSS Collaboration                  |
| 624477                 | 2003 GY61                | 8 aprile 2003     | Spacewatch                          |
| 624478                 | 2003 GM63                | 26 marzo 2014     | Mount Lemmon Survey                 |
| 624479                 | 2003 GU64                | 9 maggio 2014     | Pan-STARRS                          |
| 624480                 | 2003 HR35                | 27 marzo 2003     | Spacewatch                          |
| 624481                 | 2003 HV42                | 30 aprile 2003    | LINEAR                              |
| 624482                 | 2003 HH60                | 17 settembre 2010 | Mount Lemmon Survey                 |
| 624483                 | 2003 HU60                | 11 ottobre 2012   | Pan-STARRS                          |
| 624484                 | 2003 HS63                | 25 aprile 2003    | SDSS Collaboration                  |
| 624485                 | 2003 HB64                | 9 aprile 2014     | Mount Lemmon Survey                 |
| 624486                 | 2003 HJ65                | 26 aprile 2003    | Spacewatch                          |
| 624487                 | 2003 JD20                | 5 aprile 2017     | Pan-STARRS                          |
| 624488                 | 2003 JO20                | 22 aprile 2007    | Mount Lemmon Survey                 |
| 624489                 | 2003 JX20                | 1 maggio 2003     | Spacewatch                          |
| 624490                 | 2003 JA21                | 5 maggio 2003     | Spacewatch                          |
| 624491                 | 2003 KV37                | 5 marzo 2006      | Spacewatch                          |
| 624492                 | 2003 LN3                 | 4 giugno 2003     | Spacewatch                          |
| 624493                 | 2003 LH11                | 9 settembre 2007  | Spacewatch                          |
| 624494                 | 2003 LS11                | 26 novembre 2005  | Spacewatch                          |
| 624495                 | 2003 LA12                | 1 giugno 2003     | M. W. Buie, K. J. Meech             |
| 624496                 | 2003 NU3                 | 3 luglio 2003     | Spacewatch                          |
| 624497                 | 2003 NA9                 | 9 luglio 2003     | Spacewatch                          |
| 624498                 | 2003 OJ21                | 26 luglio 2003    | LINEAR                              |
| 624499                 | 2003 OD26                | 9 luglio 2003     | Spacewatch                          |
| 624500                 | 2003 QP29                | 24 luglio 2003    | NEAT                                |

## 624501–624600
| Nome   | Designazione provvisoria | Data di scoperta  | Scopritore                |
| ------ | ------------------------ | ----------------- | ------------------------- |
| 624501 | 2003 QT34                | 4 agosto 2003     | Spacewatch                |
| 624502 | 2003 QR73                | 21 agosto 2003    | NEAT                      |
| 624503 | 2003 QX102               | 31 agosto 2003    | LINEAR                    |
| 624504 | 2003 QG110               | 24 agosto 2003    | Cerro Tololo Obs.         |
| 624505 | 2003 QR115               | 21 agosto 2003    | Osservatorio di Mauna Kea |
| 624506 | 2003 QY115               | 21 agosto 2003    | Mauna Kea Obs.            |
| 624507 | 2003 QE122               | 23 agosto 2003    | NEAT                      |
| 624508 | 2003 QM123               | 28 agosto 2003    | NEAT                      |
| 624509 | 2003 QO124               | 19 settembre 2014 | Pan-STARRS                |
| 624510 | 2003 QT124               | 26 agosto 2003    | Cerro Tololo Obs.         |
| 624511 | 2003 QB125               | 25 agosto 2003    | NEAT                      |
| 624512 | 2003 RW14                | 23 agosto 2003    | NEAT                      |
| 624513 | 2003 SG9                 | 17 settembre 2003 | NEAT                      |
| 624514 | 2003 SQ19                | 16 settembre 2003 | Spacewatch                |
| 624515 | 2003 SC28                | 18 settembre 2003 | NEAT                      |
| 624516 | 2003 SD35                | 18 settembre 2003 | Spacewatch                |
| 624517 | 2003 SN47                | 3 settembre 2003  | LINEAR                    |
| 624518 | 2003 SX70                | 18 settembre 2003 | Spacewatch                |
| 624519 | 2003 SE105               | 21 settembre 2003 | LINEAR                    |
| 624520 | 2003 SV114               | 16 settembre 2003 | Spacewatch                |
| 624521 | 2003 SU161               | 18 settembre 2003 | NEAT                      |
| 624522 | 2003 SW170               | 22 settembre 2003 | T. Pauwels                |
| 624523 | 2003 SU175               | 18 settembre 2003 | NEAT                      |
| 624524 | 2003 SV182               | 20 settembre 2003 | A. Boattini, A. Di Paola  |
| 624525 | 2003 SM190               | 21 settembre 2003 | LONEOS                    |
| 624526 | 2003 SC197               | 22 settembre 2003 | LINEAR                    |
| 624527 | 2003 SH202               | 22 settembre 2003 | LONEOS                    |
| 624528 | 2003 SS210               | 20 agosto 2003    | NEAT                      |
| 624529 | 2003 SM230               | 24 settembre 2003 | NEAT                      |
| 624530 | 2003 SA240               | 27 settembre 2003 | Spacewatch                |
| 624531 | 2003 SP253               | 6 settembre 2003  | A. Boattini, A. Di Paola  |
| 624532 | 2003 SJ264               | 28 settembre 2003 | LINEAR                    |
| 624533 | 2003 SW273               | 19 settembre 2003 | LONEOS                    |
| 624534 | 2003 SS280               | 18 settembre 2003 | Spacewatch                |
| 624535 | 2003 SV283               | 20 settembre 2003 | LINEAR                    |
| 624536 | 2003 SW286               | 22 settembre 2003 | LONEOS                    |
| 624537 | 2003 SU295               | 30 settembre 2003 | LINEAR                    |
| 624538 | 2003 SV309               | 27 settembre 2003 | Spacewatch                |
| 624539 | 2003 SN312               | 23 agosto 2003    | NEAT                      |
| 624540 | 2003 SO313               | 20 settembre 2003 | NEAT                      |
| 624541 | 2003 SH326               | 18 settembre 2003 | Spacewatch                |
| 624542 | 2003 SV326               | 18 settembre 2003 | Spacewatch                |
| 624543 | 2003 SV329               | 23 settembre 2003 | NEAT                      |
| 624544 | 2003 SB334               | 22 settembre 2003 | Spacewatch                |
| 624545 | 2003 ST335               | 20 ottobre 2003   | Spacewatch                |
| 624546 | 2003 SZ335               | 21 ottobre 2003   | NEAT                      |
| 624547 | 2003 SP336               | 20 ottobre 2003   | Spacewatch                |
| 624548 | 2003 SQ339               | 26 settembre 2003 | SDSS Collaboration        |
| 624549 | 2003 SB350               | 18 settembre 2003 | NEAT                      |
| 624550 | 2003 SQ352               | 19 settembre 2003 | A. Boattini, A. Di Paola  |
| 624551 | 2003 ST354               | 17 settembre 2003 | Spacewatch                |
| 624552 | 2003 SQ362               | 22 settembre 2003 | Spacewatch                |
| 624553 | 2003 SJ363               | 22 settembre 2003 | Spacewatch                |
| 624554 | 2003 SO363               | 22 settembre 2003 | Spacewatch                |
| 624555 | 2003 SW373               | 26 settembre 2003 | SDSS Collaboration        |
| 624556 | 2003 SE377               | 4 aprile 2005     | Mount Lemmon Survey       |
| 624557 | 2003 SY389               | 26 settembre 2003 | SDSS Collaboration        |
| 624558 | 2003 SM394               | 9 febbraio 2005   | Spacewatch                |
| 624559 | 2003 SL395               | 26 settembre 2003 | SDSS Collaboration        |
| 624560 | 2003 SB396               | 20 ottobre 2003   | Spacewatch                |
| 624561 | 2003 SL396               | 28 settembre 2003 | LONEOS                    |
| 624562 | 2003 SU396               | 26 settembre 2003 | SDSS Collaboration        |
| 624563 | 2003 SA397               | 26 settembre 2003 | SDSS Collaboration        |
| 624564 | 2003 SS399               | 26 settembre 2003 | SDSS Collaboration        |
| 624565 | 2003 SH405               | 27 settembre 2003 | SDSS Collaboration        |
| 624566 | 2003 SJ416               | 18 settembre 2003 | NEAT                      |
| 624567 | 2003 SZ419               | 28 settembre 2003 | SDSS Collaboration        |
| 624568 | 2003 SV431               | 16 settembre 2003 | Spacewatch                |
| 624569 | 2003 SP439               | 19 settembre 2003 | Spacewatch                |
| 624570 | 2003 SV440               | 15 settembre 2009 | Spacewatch                |
| 624571 | 2003 SN441               | 22 settembre 2003 | Spacewatch                |
| 624572 | 2003 SW444               | 10 settembre 2007 | Mount Lemmon Survey       |
| 624573 | 2003 SZ444               | 20 settembre 2003 | Spacewatch                |
| 624574 | 2003 SE446               | 19 settembre 2003 | Spacewatch                |
| 624575 | 2003 SS447               | 21 settembre 2003 | Spacewatch                |
| 624576 | 2003 SY447               | 17 settembre 2003 | Spacewatch                |
| 624577 | 2003 SZ447               | 16 settembre 2003 | Spacewatch                |
| 624578 | 2003 SC448               | 9 maggio 2013     | Pan-STARRS                |
| 624579 | 2003 SA450               | 21 settembre 2011 | Spacewatch                |
| 624580 | 2003 SA451               | 8 luglio 2018     | Pan-STARRS                |
| 624581 | 2003 SX452               | 14 settembre 2013 | Mount Lemmon Survey       |
| 624582 | 2003 SD453               | 8 agosto 2013     | Pan-STARRS                |
| 624583 | 2003 SH453               | 18 settembre 2003 | Spacewatch                |
| 624584 | 2003 SQ457               | 2 aprile 2009     | Spacewatch                |
| 624585 | 2003 SC458               | 31 agosto 2011    | Pan-STARRS                |
| 624586 | 2003 SQ458               | 19 settembre 2003 | Spacewatch                |
| 624587 | 2003 SY458               | 21 settembre 2003 | Spacewatch                |
| 624588 | 2003 SV459               | 19 settembre 2014 | Pan-STARRS                |
| 624589 | 2003 SO460               | 10 novembre 2010  | Mount Lemmon Survey       |
| 624590 | 2003 SN463               | 8 luglio 2014     | Pan-STARRS                |
| 624591 | 2003 ST465               | 19 settembre 2003 | Spacewatch                |
| 624592 | 2003 SW465               | 21 settembre 2003 | Spacewatch                |
| 624593 | 2003 SH466               | 25 settembre 2003 | AMOS                      |
| 624594 | 2003 SF467               | 28 settembre 2003 | Spacewatch                |
| 624595 | 2003 SK467               | 16 settembre 2003 | Spacewatch                |
| 624596 | 2003 SW467               | 16 settembre 2003 | Spacewatch                |
| 624597 | 2003 SB468               | 16 settembre 2003 | Spacewatch                |
| 624598 | 2003 SW468               | 18 settembre 2003 | Spacewatch                |
| 624599 | 2003 SC469               | 16 settembre 2003 | Spacewatch                |
| 624600 | 2003 SV475               | 27 settembre 2003 | Spacewatch                |

## 624601–624700
| Nome   | Designazione provvisoria | Data di scoperta  | Scopritore                      |
| ------ | ------------------------ | ----------------- | ------------------------------- |
| 624601 | 2003 TV4                 | 1 ottobre 2003    | Spacewatch                      |
| 624602 | 2003 TY18                | 30 settembre 2003 | Spacewatch                      |
| 624603 | 2003 TW36                | 1 ottobre 2003    | Spacewatch                      |
| 624604 | 2003 TB42                | 22 settembre 2003 | NEAT                            |
| 624605 | 2003 TK61                | 5 ottobre 2003    | Spacewatch                      |
| 624606 | 2003 TC62                | 26 ottobre 2009   | Spacewatch                      |
| 624607 | 2003 TM62                | 3 ottobre 2003    | Spacewatch                      |
| 624608 | 2003 TC63                | 27 gennaio 2017   | Pan-STARRS                      |
| 624609 | 2003 TG63                | 16 settembre 2009 | Spacewatch                      |
| 624610 | 2003 UA                  | 16 ottobre 2003   | Spacewatch                      |
| 624611 | 2003 UK2                 | 16 ottobre 2003   | Spacewatch                      |
| 624612 | 2003 UY7                 | 19 ottobre 2003   | Spacewatch                      |
| 624613 | 2003 UR9                 | 28 settembre 2003 | LONEOS                          |
| 624614 | 2003 UP11                | 20 settembre 2003 | NEAT                            |
| 624615 | 2003 UB13                | 25 agosto 2003    | LINEAR                          |
| 624616 | 2003 UF21                | 22 ottobre 2003   | LINEAR                          |
| 624617 | 2003 UX38                | 30 settembre 2003 | Spacewatch                      |
| 624618 | 2003 UX45                | 28 settembre 2003 | Spacewatch                      |
| 624619 | 2003 UX69                | 18 ottobre 2003   | Spacewatch                      |
| 624620 | 2003 UG96                | 18 ottobre 2003   | Spacewatch                      |
| 624621 | 2003 UH107               | 21 settembre 2003 | Spacewatch                      |
| 624622 | 2003 UU127               | 29 settembre 2003 | LINEAR                          |
| 624623 | 2003 UL152               | 21 ottobre 2003   | Spacewatch                      |
| 624624 | 2003 UT153               | 12 novembre 2013  | Mount Lemmon Survey             |
| 624625 | 2003 UC194               | 19 settembre 2003 | LONEOS                          |
| 624626 | 2003 UC200               | 22 settembre 2003 | Spacewatch                      |
| 624627 | 2003 UF220               | 21 ottobre 2003   | NEAT                            |
| 624628 | 2003 UW224               | 3 ottobre 2003    | Spacewatch                      |
| 624629 | 2003 UF225               | 2 ottobre 2003    | Spacewatch                      |
| 624630 | 2003 UA229               | 18 ottobre 2003   | LONEOS                          |
| 624631 | 2003 UQ245               | 24 ottobre 2003   | Spacewatch                      |
| 624632 | 2003 UC268               | 2 ottobre 2003    | Spacewatch                      |
| 624633 | 2003 UP289               | 28 settembre 2003 | Spacewatch                      |
| 624634 | 2003 UC303               | 17 ottobre 2003   | Spacewatch                      |
| 624635 | 2003 UG305               | 18 ottobre 2003   | Spacewatch                      |
| 624636 | 2003 UZ319               | 20 settembre 2003 | Spacewatch                      |
| 624637 | 2003 UC324               | 16 settembre 2003 | Spacewatch                      |
| 624638 | 2003 UX329               | 17 ottobre 2003   | Spacewatch                      |
| 624639 | 2003 UM336               | 29 settembre 2003 | Spacewatch                      |
| 624640 | 2003 UO340               | 19 settembre 2003 | Spacewatch                      |
| 624641 | 2003 UB342               | 19 ottobre 2003   | SDSS Collaboration              |
| 624642 | 2003 UD344               | 19 ottobre 2003   | Spacewatch                      |
| 624643 | 2003 UG344               | 19 ottobre 2003   | Spacewatch                      |
| 624644 | 2003 UM349               | 19 ottobre 2003   | SDSS Collaboration              |
| 624645 | 2003 UN355               | 19 ottobre 2003   | SDSS Collaboration              |
| 624646 | 2003 UV356               | 19 ottobre 2003   | Spacewatch                      |
| 624647 | 2003 UE358               | 19 ottobre 2003   | Spacewatch                      |
| 624648 | 2003 UU360               | 20 settembre 2003 | Spacewatch                      |
| 624649 | 2003 UR362               | 20 ottobre 2003   | Spacewatch                      |
| 624650 | 2003 UH364               | 20 ottobre 2003   | Spacewatch                      |
| 624651 | 2003 UV370               | 10 ottobre 2004   | L. H. Wasserman, J. R. Lovering |
| 624652 | 2003 UW371               | 20 luglio 2003    | NEAT                            |
| 624653 | 2003 UU374               | 16 settembre 2003 | Spacewatch                      |
| 624654 | 2003 UD375               | 17 settembre 2003 | Spacewatch                      |
| 624655 | 2003 UW379               | 19 gennaio 2005   | Spacewatch                      |
| 624656 | 2003 UA382               | 22 ottobre 2003   | SDSS Collaboration              |
| 624657 | 2003 UF384               | 22 ottobre 2003   | SDSS Collaboration              |
| 624658 | 2003 UD389               | 22 ottobre 2003   | SDSS Collaboration              |
| 624659 | 2003 UE395               | 10 marzo 2005     | Mount Lemmon Survey             |
| 624660 | 2003 UL397               | 9 febbraio 2005   | Mount Lemmon Survey             |
| 624661 | 2003 UF398               | 22 ottobre 2003   | SDSS Collaboration              |
| 624662 | 2003 UQ399               | 22 ottobre 2003   | SDSS Collaboration              |
| 624663 | 2003 UY404               | 23 ottobre 2003   | SDSS Collaboration              |
| 624664 | 2003 UD416               | 2 ottobre 2003    | Spacewatch                      |
| 624665 | 2003 UX423               | 18 luglio 2006    | SSS                             |
| 624666 | 2003 UP424               | 25 luglio 2006    | Mount Lemmon Survey             |
| 624667 | 2003 US426               | 1 settembre 2010  | Mount Lemmon Survey             |
| 624668 | 2003 UN427               | 28 agosto 2006    | CSS                             |
| 624669 | 2003 UC428               | 9 novembre 2013   | Pan-STARRS                      |
| 624670 | 2003 UF428               | 8 marzo 2013      | Pan-STARRS                      |
| 624671 | 2003 UR428               | 24 ottobre 2013   | Mount Lemmon Survey             |
| 624672 | 2003 UB430               | 5 dicembre 2010   | Spacewatch                      |
| 624673 | 2003 UE430               | 21 ottobre 2003   | Spacewatch                      |
| 624674 | 2003 UP430               | 20 ottobre 2003   | Spacewatch                      |
| 624675 | 2003 UC431               | 27 ottobre 2003   | Spacewatch                      |
| 624676 | 2003 UJ432               | 27 agosto 2006    | Spacewatch                      |
| 624677 | 2003 UE434               | 27 aprile 2012    | Pan-STARRS                      |
| 624678 | 2003 UM435               | 17 ottobre 2003   | Spacewatch                      |
| 624679 | 2003 UU437               | 28 agosto 2016    | Mount Lemmon Survey             |
| 624680 | 2003 UD438               | 4 gennaio 2016    | Pan-STARRS                      |
| 624681 | 2003 UF438               | 23 gennaio 2011   | Mount Lemmon Survey             |
| 624682 | 2003 UR438               | 8 ottobre 2007    | Mount Lemmon Survey             |
| 624683 | 2003 UV438               | 28 luglio 2015    | Pan-STARRS                      |
| 624684 | 2003 UE439               | 25 settembre 2008 | Mount Lemmon Survey             |
| 624685 | 2003 UJ439               | 29 novembre 2003  | Spacewatch                      |
| 624686 | 2003 UK439               | 10 settembre 2016 | Mount Lemmon Survey             |
| 624687 | 2003 UB441               | 28 luglio 2008    | Mount Lemmon Survey             |
| 624688 | 2003 UD441               | 27 settembre 1992 | Spacewatch                      |
| 624689 | 2003 UC442               | 1 ottobre 2008    | Spacewatch                      |
| 624690 | 2003 UL443               | 23 ottobre 2003   | Spacewatch                      |
| 624691 | 2003 UZ443               | 18 ottobre 2012   | Pan-STARRS                      |
| 624692 | 2003 UV444               | 17 ottobre 2003   | Spacewatch                      |
| 624693 | 2003 UX444               | 23 ottobre 2003   | Spacewatch                      |
| 624694 | 2003 UU445               | 29 ottobre 2003   | Spacewatch                      |
| 624695 | 2003 UN446               | 17 ottobre 2003   | Spacewatch                      |
| 624696 | 2003 UE447               | 21 ottobre 2003   | Spacewatch                      |
| 624697 | 2003 VZ4                 | 15 novembre 2003  | Spacewatch                      |
| 624698 | 2003 WV                  | 20 ottobre 2003   | Spacewatch                      |
| 624699 | 2003 WQ4                 | 16 novembre 2003  | Spacewatch                      |
| 624700 | 2003 WU15                | 23 ottobre 2003   | Spacewatch                      |

## 624701–624800
| Nome   | Designazione provvisoria | Data di scoperta  | Scopritore          |
| ------ | ------------------------ | ----------------- | ------------------- |
| 624701 | 2003 WA16                | 19 ottobre 2003   | Spacewatch          |
| 624702 | 2003 WK28                | 25 ottobre 2003   | LINEAR              |
| 624703 | 2003 WD32                | 18 novembre 2003  | Spacewatch          |
| 624704 | 2003 WL36                | 19 novembre 2003  | Spacewatch          |
| 624705 | 2003 WX38                | 17 ottobre 2003   | Spacewatch          |
| 624706 | 2003 WG51                | 25 ottobre 2003   | Spacewatch          |
| 624707 | 2003 WH51                | 25 ottobre 2003   | Spacewatch          |
| 624708 | 2003 WV53                | 23 ottobre 2003   | Spacewatch          |
| 624709 | 2003 WR54                | 20 novembre 2003  | LINEAR              |
| 624710 | 2003 WZ82                | 17 ottobre 2003   | LONEOS              |
| 624711 | 2003 WJ94                | 21 ottobre 2003   | NEAT                |
| 624712 | 2003 WY106               | 17 ottobre 2003   | Spacewatch          |
| 624713 | 2003 WO147               | 23 novembre 2003  | Spacewatch          |
| 624714 | 2003 WS175               | 19 novembre 2003  | Spacewatch          |
| 624715 | 2003 WP176               | 29 ottobre 2003   | Spacewatch          |
| 624716 | 2003 WW179               | 21 novembre 2003  | Spacewatch          |
| 624717 | 2003 WU185               | 27 settembre 2003 | Spacewatch          |
| 624718 | 2003 WJ188               | 18 novembre 2003  | Spacewatch          |
| 624719 | 2003 WA198               | 23 novembre 2003  | Spacewatch          |
| 624720 | 2003 WB198               | 27 agosto 2006    | Spacewatch          |
| 624721 | 2003 WN198               | 20 novembre 2003  | SDSS Collaboration  |
| 624722 | 2003 WC200               | 18 novembre 2003  | Spacewatch          |
| 624723 | 2003 WG201               | 17 settembre 2012 | Mount Lemmon Survey |
| 624724 | 2003 WN202               | 15 dicembre 2014  | Mount Lemmon Survey |
| 624725 | 2003 WV202               | 23 dicembre 2012  | Pan-STARRS          |
| 624726 | 2003 WK203               | 10 ottobre 1996   | Spacewatch          |
| 624727 | 2003 WZ203               | 19 novembre 2003  | Spacewatch          |
| 624728 | 2003 WG204               | 20 novembre 2003  | Spacewatch          |
| 624729 | 2003 WF205               | 26 novembre 2003  | Spacewatch          |
| 624730 | 2003 WH205               | 2 ottobre 2008    | Spacewatch          |
| 624731 | 2003 WJ205               | 24 novembre 2003  | Spacewatch          |
| 624732 | 2003 WX205               | 2 febbraio 2008   | Spacewatch          |
| 624733 | 2003 WT206               | 3 ottobre 2013    | Pan-STARRS          |
| 624734 | 2003 WA208               | 12 ottobre 2007   | Mount Lemmon Survey |
| 624735 | 2003 WB208               | 19 settembre 2014 | Pan-STARRS          |
| 624736 | 2003 WA210               | 30 novembre 2003  | Spacewatch          |
| 624737 | 2003 WE210               | 9 novembre 2007   | Spacewatch          |
| 624738 | 2003 WK210               | 1 ottobre 2014    | Pan-STARRS          |
| 624739 | 2003 WQ210               | 7 gennaio 2017    | Mount Lemmon Survey |
| 624740 | 2003 WW210               | 10 maggio 2007    | Mount Lemmon Survey |
| 624741 | 2003 WP211               | 16 gennaio 2018   | Pan-STARRS          |
| 624742 | 2003 WY212               | 25 dicembre 2010  | Mount Lemmon Survey |
| 624743 | 2003 WF213               | 17 settembre 2006 | Spacewatch          |
| 624744 | 2003 WP214               | 19 novembre 2003  | Spacewatch          |
| 624745 | 2003 WM215               | 19 novembre 2003  | Spacewatch          |
| 624746 | 2003 WN215               | 30 novembre 2003  | Spacewatch          |
| 624747 | 2003 WV215               | 20 novembre 2003  | Spacewatch          |
| 624748 | 2003 WK217               | 19 novembre 2003  | NEAT                |
| 624749 | 2003 XF28                | 1 dicembre 2003   | Spacewatch          |
| 624750 | 2003 XQ30                | 1 dicembre 2003   | Spacewatch          |
| 624751 | 2003 XE40                | 14 dicembre 2003  | Spacewatch          |
| 624752 | 2003 XB46                | 14 gennaio 2016   | Pan-STARRS          |
| 624753 | 2003 YT3                 | 30 novembre 2003  | LINEAR              |
| 624754 | 2003 YR17                | 20 dicembre 2003  | LINEAR              |
| 624755 | 2003 YG19                | 17 dicembre 2003  | Spacewatch          |
| 624756 | 2003 YT28                | 21 novembre 2003  | LINEAR              |
| 624757 | 2003 YC37                | 17 dicembre 2003  | Spacewatch          |
| 624758 | 2003 YV67                | 19 dicembre 2003  | Spacewatch          |
| 624759 | 2003 YO74                | 18 dicembre 2003  | LINEAR              |
| 624760 | 2003 YU110               | 2 settembre 2002  | Spacewatch          |
| 624761 | 2003 YW124               | 29 dicembre 2003  | CSS                 |
| 624762 | 2003 YZ161               | 17 dicembre 2003  | Spacewatch          |
| 624763 | 2003 YA184               | 18 gennaio 2004   | Spacewatch          |
| 624764 | 2003 YM184               | 8 ottobre 2007    | Spacewatch          |
| 624765 | 2003 YA185               | 16 gennaio 2011   | Mount Lemmon Survey |
| 624766 | 2003 YF185               | 12 febbraio 2004  | Spacewatch          |
| 624767 | 2003 YV188               | 12 ottobre 2007   | CSS                 |
| 624768 | 2003 YA189               | 27 dicembre 2003  | Spacewatch          |
| 624769 | 2003 YG189               | 24 dicembre 2014  | Spacewatch          |
| 624770 | 2004 AN6                 | 21 dicembre 2003  | Spacewatch          |
| 624771 | 2004 AN8                 | 15 gennaio 2004   | Spacewatch          |
| 624772 | 2004 AD15                | 15 gennaio 2004   | Spacewatch          |
| 624773 | 2004 AE22                | 15 gennaio 2004   | Spacewatch          |
| 624774 | 2004 AD27                | 13 gennaio 2004   | Spacewatch          |
| 624775 | 2004 BU                  | 16 gennaio 2004   | Spacewatch          |
| 624776 | 2004 BK6                 | 16 gennaio 2004   | Spacewatch          |
| 624777 | 2004 BV13                | 17 gennaio 2004   | NEAT                |
| 624778 | 2004 BE16                | 18 gennaio 2004   | NEAT                |
| 624779 | 2004 BK24                | 19 dicembre 2003  | Spacewatch          |
| 624780 | 2004 BG40                | 21 gennaio 2004   | LINEAR              |
| 624781 | 2004 BU51                | 16 gennaio 2004   | NEAT                |
| 624782 | 2004 BA70                | 22 dicembre 2003  | Spacewatch          |
| 624783 | 2004 BW78                | 17 gennaio 2004   | NEAT                |
| 624784 | 2004 BX124               | 16 gennaio 2004   | NEAT                |
| 624785 | 2004 BP125               | 16 gennaio 2004   | Spacewatch          |
| 624786 | 2004 BV126               | 16 gennaio 2004   | Spacewatch          |
| 624787 | 2004 BN134               | 18 gennaio 2004   | NEAT                |
| 624788 | 2004 BD136               | 19 gennaio 2004   | Spacewatch          |
| 624789 | 2004 BW136               | 19 gennaio 2004   | Spacewatch          |
| 624790 | 2004 BZ168               | 5 giugno 2011     | Mount Lemmon Survey |
| 624791 | 2004 BZ171               | 24 luglio 2015    | Pan-STARRS          |
| 624792 | 2004 BN172               | 20 ottobre 2011   | Mount Lemmon Survey |
| 624793 | 2004 BZ172               | 25 ottobre 2008   | Spacewatch          |
| 624794 | 2004 BA173               | 18 gennaio 2015   | Mount Lemmon Survey |
| 624795 | 2004 CZ31                | 19 gennaio 2004   | Spacewatch          |
| 624796 | 2004 CD33                | 28 gennaio 2004   | Spacewatch          |
| 624797 | 2004 CQ47                | 14 febbraio 2004  | AMOS                |
| 624798 | 2004 CC55                | 12 febbraio 2004  | Spacewatch          |
| 624799 | 2004 CF82                | 12 febbraio 2004  | Spacewatch          |
| 624800 | 2004 CK91                | 12 febbraio 2004  | Spacewatch          |

## 624801–624900
| Nome   | Designazione provvisoria | Data di scoperta  | Scopritore                 |
| ------ | ------------------------ | ----------------- | -------------------------- |
| 624801 | 2004 CS107               | 14 febbraio 2004  | Spacewatch                 |
| 624802 | 2004 CT120               | 12 febbraio 2004  | Spacewatch                 |
| 624803 | 2004 CW123               | 12 febbraio 2004  | Spacewatch                 |
| 624804 | 2004 CS131               | 1 novembre 2006   | Mount Lemmon Survey        |
| 624805 | 2004 CC132               | 7 febbraio 2011   | Mount Lemmon Survey        |
| 624806 | 2004 CD132               | 4 ottobre 2006    | Mount Lemmon Survey        |
| 624807 | 2004 CM133               | 24 giugno 2014    | Pan-STARRS                 |
| 624808 | 2004 CW133               | 11 febbraio 2018  | Pan-STARRS                 |
| 624809 | 2004 CV135               | 18 gennaio 2008   | Mount Lemmon Survey        |
| 624810 | 2004 DP16                | 18 febbraio 2004  | Spacewatch                 |
| 624811 | 2004 DY53                | 12 febbraio 2004  | Spacewatch                 |
| 624812 | 2004 DW58                | 23 febbraio 2004  | LINEAR                     |
| 624813 | 2004 DQ66                | 26 febbraio 2004  | M. W. Buie, D. E. Trilling |
| 624814 | 2004 DB70                | 12 febbraio 2004  | Spacewatch                 |
| 624815 | 2004 DU74                | 17 febbraio 2004  | Spacewatch                 |
| 624816 | 2004 DO81                | 19 settembre 2009 | Mount Lemmon Survey        |
| 624817 | 2004 DP81                | 26 febbraio 2004  | M. W. Buie, D. E. Trilling |
| 624818 | 2004 DQ81                | 16 febbraio 2004  | Spacewatch                 |
| 624819 | 2004 DY82                | 4 marzo 2011      | Mount Lemmon Survey        |
| 624820 | 2004 DU83                | 30 settembre 2008 | Mount Lemmon Survey        |
| 624821 | 2004 DC84                | 21 agosto 2006    | Spacewatch                 |
| 624822 | 2004 DH85                | 31 marzo 2008     | Mount Lemmon Survey        |
| 624823 | 2004 DS85                | 6 novembre 2016   | Mount Lemmon Survey        |
| 624824 | 2004 DP87                | 13 gennaio 2008   | Spacewatch                 |
| 624825 | 2004 DS87                | 2 marzo 2011      | Mount Lemmon Survey        |
| 624826 | 2004 DC88                | 13 settembre 2013 | Mount Lemmon Survey        |
| 624827 | 2004 DR88                | 22 dicembre 2008  | Spacewatch                 |
| 624828 | 2004 DW88                | 25 settembre 2009 | Spacewatch                 |
| 624829 | 2004 EL1                 | 12 marzo 2004     | NEAT                       |
| 624830 | 2004 EC25                | 12 marzo 2004     | NEAT                       |
| 624831 | 2004 EE29                | 15 marzo 2004     | Spacewatch                 |
| 624832 | 2004 EC39                | 18 febbraio 2004  | CSS                        |
| 624833 | 2004 EQ62                | 13 marzo 2004     | NEAT                       |
| 624834 | 2004 EY98                | 15 marzo 2004     | Spacewatch                 |
| 624835 | 2004 ES102               | 15 marzo 2004     | Spacewatch                 |
| 624836 | 2004 EQ109               | 15 marzo 2004     | Spacewatch                 |
| 624837 | 2004 ES112               | 15 marzo 2004     | Spacewatch                 |
| 624838 | 2004 EJ116               | 13 marzo 2004     | NEAT                       |
| 624839 | 2004 EJ117               | 22 ottobre 2009   | Mount Lemmon Survey        |
| 624840 | 2004 FK9                 | 16 marzo 2004     | Spacewatch                 |
| 624841 | 2004 FK67                | 12 marzo 2004     | NEAT                       |
| 624842 | 2004 FY75                | 17 marzo 2004     | Spacewatch                 |
| 624843 | 2004 FM76                | 18 marzo 2004     | Spacewatch                 |
| 624844 | 2004 FD91                | 21 marzo 2004     | Spacewatch                 |
| 624845 | 2004 FD104               | 23 marzo 2004     | Spacewatch                 |
| 624846 | 2004 FL113               | 21 marzo 2004     | Spacewatch                 |
| 624847 | 2004 FV113               | 21 marzo 2004     | Spacewatch                 |
| 624848 | 2004 FF134               | 17 marzo 2004     | CSS                        |
| 624849 | 2004 FZ157               | 17 marzo 2004     | Spacewatch                 |
| 624850 | 2004 FT168               | 5 agosto 2005     | NEAT                       |
| 624851 | 2004 FU169               | 15 giugno 2015    | Mount Lemmon Survey        |
| 624852 | 2004 FL170               | 29 marzo 2004     | Spacewatch                 |
| 624853 | 2004 FN175               | 13 dicembre 2013  | Mount Lemmon Survey        |
| 624854 | 2004 FB176               | 16 novembre 2017  | Mount Lemmon Survey        |
| 624855 | 2004 FR176               | 26 febbraio 2012  | Pan-STARRS                 |
| 624856 | 2004 FY177               | 16 marzo 2004     | SDSS Collaboration         |
| 624857 | 2004 GQ2                 | 31 marzo 2004     | CSS                        |
| 624858 | 2004 GL5                 | 11 aprile 2004    | NEAT                       |
| 624859 | 2004 GV6                 | 17 marzo 2004     | Spacewatch                 |
| 624860 | 2004 GW44                | 12 aprile 2004    | Spacewatch                 |
| 624861 | 2004 GA62                | 23 marzo 2004     | Spacewatch                 |
| 624862 | 2004 GB68                | 13 aprile 2004    | Spacewatch                 |
| 624863 | 2004 GJ84                | 14 aprile 2004    | Spacewatch                 |
| 624864 | 2004 GU89                | 12 aprile 2004    | Spacewatch                 |
| 624865 | 2004 GA90                | 13 dicembre 2006  | Spacewatch                 |
| 624866 | 2004 GB90                | 17 settembre 2014 | Pan-STARRS                 |
| 624867 | 2004 GA91                | 13 marzo 2011     | Mount Lemmon Survey        |
| 624868 | 2004 HE56                | 25 aprile 2004    | LINEAR                     |
| 624869 | 2004 HV80                | 26 marzo 2009     | Spacewatch                 |
| 624870 | 2004 HJ82                | 26 agosto 2012    | Pan-STARRS                 |
| 624871 | 2004 HJ83                | 16 aprile 2004    | Spacewatch                 |
| 624872 | 2004 HA84                | 11 novembre 2013  | R. Holmes, T. Linder       |
| 624873 | 2004 JU9                 | 13 maggio 2004    | Spacewatch                 |
| 624874 | 2004 JL17                | 25 aprile 2004    | LINEAR                     |
| 624875 | 2004 JN43                | 15 maggio 2004    | CINEOS                     |
| 624876 | 2004 JL56                | 13 maggio 2004    | SDSS Collaboration         |
| 624877 | 2004 JX57                | 17 febbraio 2015  | Pan-STARRS                 |
| 624878 | 2004 JC58                | 13 maggio 2004    | Spacewatch                 |
| 624879 | 2004 KP19                | 14 dicembre 2006  | Spacewatch                 |
| 624880 | 2004 KR19                | 17 ottobre 2010   | Mount Lemmon Survey        |
| 624881 | 2004 KG20                | 18 maggio 2012    | Mount Lemmon Survey        |
| 624882 | 2004 KJ20                | 17 ottobre 2012   | Pan-STARRS                 |
| 624883 | 2004 LH32                | 29 ottobre 2005   | Mount Lemmon Survey        |
| 624884 | 2004 MW8                 | 24 giugno 2004    | J. J. Kavelaars            |
| 624885 | 2004 MY8                 | 28 agosto 2009    | Spacewatch                 |
| 624886 | 2004 MD9                 | 29 giugno 2004    | SSS                        |
| 624887 | 2004 NC34                | 11 novembre 2009  | Spacewatch                 |
| 624888 | 2004 NK34                | 24 gennaio 2011   | Spacewatch                 |
| 624889 | 2004 OG15                | 17 luglio 2004    | Cerro Tololo Obs.          |
| 624890 | 2004 PE59                | 9 agosto 2004     | LINEAR                     |
| 624891 | 2004 PE62                | 10 agosto 2004    | LINEAR                     |
| 624892 | 2004 PN78                | 18 luglio 2004    | LINEAR                     |
| 624893 | 2004 PR118               | 1 ottobre 1995    | Spacewatch                 |
| 624894 | 2004 QE11                | 8 agosto 2004     | NEAT                       |
| 624895 | 2004 QH30                | 22 settembre 2009 | Spacewatch                 |
| 624896 | 2004 QD32                | 11 novembre 2010  | Spacewatch                 |
| 624897 | 2004 QG32                | 22 agosto 2004    | Spacewatch                 |
| 624898 | 2004 QM32                | 20 agosto 2008    | Spacewatch                 |
| 624899 | 2004 QX33                | 22 ottobre 2012   | Pan-STARRS                 |
| 624900 | 2004 QA36                | 25 novembre 2010  | Mount Lemmon Survey        |

## 624901–625000
| Nome   | Designazione provvisoria | Data di scoperta  | Scopritore                |
| ------ | ------------------------ | ----------------- | ------------------------- |
| 624901 | 2004 QC36                | 26 gennaio 2011   | Mount Lemmon Survey       |
| 624902 | 2004 RQ4                 | 4 settembre 2004  | NEAT                      |
| 624903 | 2004 RM10                | 11 agosto 2004    | LINEAR                    |
| 624904 | 2004 RS38                | 14 agosto 2004    | Cerro Tololo Obs.         |
| 624905 | 2004 RC72                | 8 settembre 2004  | LINEAR                    |
| 624906 | 2004 RC112               | 17 luglio 2004    | Cerro Tololo Obs.         |
| 624907 | 2004 RC122               | 7 settembre 2004  | Spacewatch                |
| 624908 | 2004 RQ125               | 7 settembre 2004  | Spacewatch                |
| 624909 | 2004 RN132               | 7 settembre 2004  | Spacewatch                |
| 624910 | 2004 RU165               | 7 settembre 2004  | LINEAR                    |
| 624911 | 2004 RM169               | 8 settembre 2004  | LINEAR                    |
| 624912 | 2004 RE177               | 10 settembre 2004 | LINEAR                    |
| 624913 | 2004 RR202               | 11 settembre 2004 | Spacewatch                |
| 624914 | 2004 RB238               | 10 settembre 2004 | Spacewatch                |
| 624915 | 2004 RJ262               | 10 settembre 2004 | Spacewatch                |
| 624916 | 2004 RJ265               | 10 settembre 2004 | Spacewatch                |
| 624917 | 2004 RM278               | 15 settembre 2004 | Spacewatch                |
| 624918 | 2004 RM284               | 15 settembre 2004 | Spacewatch                |
| 624919 | 2004 RL286               | 15 settembre 2004 | Spacewatch                |
| 624920 | 2004 RY288               | 15 settembre 2004 | B. Christophe             |
| 624921 | 2004 RV294               | 11 settembre 2004 | Spacewatch                |
| 624922 | 2004 RE295               | 11 settembre 2004 | Spacewatch                |
| 624923 | 2004 RL301               | 11 settembre 2004 | Spacewatch                |
| 624924 | 2004 RO311               | 14 settembre 2004 | LINEAR                    |
| 624925 | 2004 RU330               | 15 settembre 2004 | Spacewatch                |
| 624926 | 2004 RD345               | 3 novembre 2015   | Mount Lemmon Survey       |
| 624927 | 2004 RG349               | 15 marzo 2007     | Spacewatch                |
| 624928 | 2004 RM359               | 14 agosto 2012    | Pan-STARRS                |
| 624929 | 2004 RU361               | 28 aprile 2011    | Pan-STARRS                |
| 624930 | 2004 RZ363               | 12 settembre 2004 | Spacewatch                |
| 624931 | 2004 RB365               | 10 settembre 2004 | Spacewatch                |
| 624932 | 2004 SQ5                 | 17 settembre 2004 | Spacewatch                |
| 624933 | 2004 SM6                 | 17 settembre 2004 | Spacewatch                |
| 624934 | 2004 SL55                | 23 settembre 2004 | Spacewatch                |
| 624935 | 2004 SN63                | 13 febbraio 2008  | Spacewatch                |
| 624936 | 2004 ST64                | 16 settembre 2004 | Spacewatch                |
| 624937 | 2004 SY64                | 29 aprile 2014    | Spacewatch                |
| 624938 | 2004 SZ64                | 9 settembre 2015  | Pan-STARRS                |
| 624939 | 2004 SG65                | 30 gennaio 2011   | Pan-STARRS                |
| 624940 | 2004 TG57                | 5 ottobre 2004    | Spacewatch                |
| 624941 | 2004 TH73                | 6 ottobre 2004    | Spacewatch                |
| 624942 | 2004 TB80                | 5 ottobre 2004    | Spacewatch                |
| 624943 | 2004 TE87                | 5 ottobre 2004    | Spacewatch                |
| 624944 | 2004 TN102               | 6 ottobre 2004    | NEAT                      |
| 624945 | 2004 TF142               | 22 settembre 2004 | Spacewatch                |
| 624946 | 2004 TS150               | 6 ottobre 2004    | Spacewatch                |
| 624947 | 2004 TR154               | 6 ottobre 2004    | Spacewatch                |
| 624948 | 2004 TX179               | 7 ottobre 2004    | Spacewatch                |
| 624949 | 2004 TN183               | 10 settembre 2004 | Spacewatch                |
| 624950 | 2004 TT184               | 10 settembre 2004 | Spacewatch                |
| 624951 | 2004 TU187               | 10 settembre 2004 | Spacewatch                |
| 624952 | 2004 TX191               | 7 ottobre 2004    | Spacewatch                |
| 624953 | 2004 TK197               | 7 ottobre 2004    | Spacewatch                |
| 624954 | 2004 TE208               | 7 ottobre 2004    | Spacewatch                |
| 624955 | 2004 TE209               | 8 ottobre 2004    | Spacewatch                |
| 624956 | 2004 TU211               | 8 ottobre 2004    | Spacewatch                |
| 624957 | 2004 TA222               | 26 agosto 2004    | CSS                       |
| 624958 | 2004 TD228               | 8 ottobre 2004    | Spacewatch                |
| 624959 | 2004 TJ235               | 8 ottobre 2004    | Spacewatch                |
| 624960 | 2004 TZ235               | 8 ottobre 2004    | Spacewatch                |
| 624961 | 2004 TZ236               | 8 ottobre 2004    | R. A. Tucker              |
| 624962 | 2004 TV256               | 7 settembre 2004  | Spacewatch                |
| 624963 | 2004 TA262               | 9 ottobre 2004    | Spacewatch                |
| 624964 | 2004 TG262               | 9 ottobre 2004    | Spacewatch                |
| 624965 | 2004 TA272               | 9 ottobre 2004    | Spacewatch                |
| 624966 | 2004 TS284               | 8 ottobre 2004    | Spacewatch                |
| 624967 | 2004 TH293               | 10 ottobre 2004   | Spacewatch                |
| 624968 | 2004 TU297               | 12 ottobre 2004   | Spacewatch                |
| 624969 | 2004 TV297               | 15 settembre 2004 | Spacewatch                |
| 624970 | 2004 TL312               | 11 ottobre 2004   | Spacewatch                |
| 624971 | 2004 TO320               | 11 ottobre 2004   | Spacewatch                |
| 624972 | 2004 TA336               | 10 ottobre 2004   | Spacewatch                |
| 624973 | 2004 TX345               | 18 settembre 2004 | LINEAR                    |
| 624974 | 2004 TM361               | 13 ottobre 2004   | Spacewatch                |
| 624975 | 2004 TT368               | 8 ottobre 2004    | Spacewatch                |
| 624976 | 2004 TM376               | 26 agosto 2012    | Pan-STARRS                |
| 624977 | 2004 TV380               | 16 settembre 2009 | Spacewatch                |
| 624978 | 2004 TF383               | 9 settembre 2015  | Pan-STARRS                |
| 624979 | 2004 TU383               | 3 febbraio 2012   | Pan-STARRS                |
| 624980 | 2004 TP385               | 15 ottobre 2004   | Mount Lemmon Survey       |
| 624981 | 2004 VN34                | 23 ottobre 2004   | Spacewatch                |
| 624982 | 2004 VY41                | 4 novembre 2004   | Spacewatch                |
| 624983 | 2004 VW42                | 4 novembre 2004   | Spacewatch                |
| 624984 | 2004 VL46                | 4 novembre 2004   | Spacewatch                |
| 624985 | 2004 VE68                | 10 novembre 2004  | Spacewatch                |
| 624986 | 2004 VH81                | 9 ottobre 2004    | Spacewatch                |
| 624987 | 2004 VW86                | 11 novembre 2004  | Spacewatch                |
| 624988 | 2004 VZ96                | 11 novembre 2004  | Spacewatch                |
| 624989 | 2004 VU101               | 9 novembre 2004   | Osservatorio di Mauna Kea |
| 624990 | 2004 VD104               | 3 novembre 2004   | Spacewatch                |
| 624991 | 2004 VK105               | 9 novembre 2004   | Osservatorio di Mauna Kea |
| 624992 | 2004 VA120               | 9 novembre 2004   | Mauna Kea Obs.            |
| 624993 | 2004 VG134               | 10 settembre 2015 | Pan-STARRS                |
| 624994 | 2004 VX134               | 30 novembre 2008  | Mount Lemmon Survey       |
| 624995 | 2004 VH135               | 9 novembre 2008   | Spacewatch                |
| 624996 | 2004 VZ135               | 21 gennaio 2015   | Pan-STARRS                |
| 624997 | 2004 VJ136               | 28 agosto 2009    | Spacewatch                |
| 624998 | 2004 VR136               | 26 settembre 2009 | CSS                       |
| 624999 | 2004 WQ7                 | 11 novembre 2004  | Spacewatch                |
| 625000 | 2004 XQ52                | 9 dicembre 2004   | Spacewatch                |